# Anna Blaman
Johanna Petronella Vrugt, plus connue sous son nom de plume Anna Blaman, née le 31 janvier 1905 et morte le 13 juillet 1960 à Rotterdam, est une écrivaine et poétesse hollandaise. En tant que personnalité publique ouvertement homosexuelle, elle aida à ouvrir des portes pour les lesbiennes néerlandaises.

## Biographie
Fille de Pieter Jacob Vrugt, propriétaire de quatre magasins de vélos, et Johanna Karolina Wessels, elle est née à Rotterdam. Vrugt étudie le français et l'enseigne à l'école secondaire après ses études. Vrugt passe la plupart de sa vie d'adulte dans la pension de sa mère, pension achetée après la mort de son père.
Elle commence à publier de la poésie dans les revues littéraires Criterium et Helikon. En 1941, elle publie son premier roman Vrouw en vriend (Femme et ami) suivi de Eenzaam avontuur (Aventure solitaire) en 1948. Dans les années 1950, elle publie De kruisvaarder (Le croisé) dans les années 1950 ainsi que deux livres de contes Ram Horna en 1951 et Overdag en 1957. Son roman Op leven en dood (Une question de vie ou de mort) sort en 1954. Elle reçoit le Prix P.C. Hooft en 1956. Son dernier roman De verliezers (Les perdants) reste inachevé, mais est quand même publié à titre posthume en 1974.
Son « nom de plume », Anna Blaman est peut-être dérivé du nom d'Alie Bosch, une infirmière qui s'occupa d'elle pour son problème rénal en 1936. L'auteur tombe amoureuse de Bosch ; bien que Bosch la quitte pour vivre avec un professeur de danse, elles se retrouvèrent amicalement quelques années plus tard.
Vrugt meurt à Rotterdam à l'âge de 55 ans d'une embolie cérébrale,.

## Dans la culture populaire
- Le film hollandais des années 1990, Spelen de sterven (Lire ou mourir) est basé sur une de ses histoires[6].